# پوجیانگ
پوجیانگ (به لاتین: Pujiang County, Sichuan) یک شهرستان در جمهوری خلق چین است که در چنگدو واقع شده‌است.

## خصوصیات
پوجیانگ ۵۸۳ کیلومترمربع مساحت و ۲۳۹٬۵۶۲ نفر جمعیت دارد.